# Aeroporto di Mahshahr
L'aeroporto di Mahshahr (IATA: MRX, ICAO: OIAM) è un aeroporto dell'Iran. Si trova nella parte centrale del Paese, 600 km a sud della capitale Teheran. L'aeroporto si trova a 2 metri sopra il livello del mare.
Il terreno intorno all'aeroporto di Mahshahr è molto pianeggiante. Il punto più alto nelle vicinanze è a 92 metri sul livello del mare, 8,1 km a sud-ovest della pista. Intorno all'aeroporto di Mahshahr è piuttosto densamente popolato, con 62 abitanti per chilometro quadrato.  La comunità principale più vicina è Bandar-e Māhshahr, 4,4 km a est dell'aeroporto di Mahshahr. L'area intorno all'aeroporto è arida con poca o nessuna vegetazione.
Nella zona prevale un clima desertico caldo. La temperatura media annuale nella zona è di 27 °C. Il mese più caldo è luglio, quando la temperatura media è di 38 gradi, e il più freddo è gennaio, con 11 gradi. La piovosità media annua è di 263 millimetri. Il mese più piovoso è novembre, con una media di 94 mm di precipitazioni, mentre il più secco è giugno, con 1 mm di precipitazioni.

## Incidenti
- 27 gennaio 2020: il volo Caspian Airlines 6936 è uscito di pista durante l'atterraggio all'aeroporto di Mahshahr, finendo in un'autostrada. Tutte le 144 persone a bordo sono sopravvissute, in due sono rimaste lievemente ferite.[6]